# Semivermilia uchidai
Semivermilia uchidai är en ringmaskart som beskrevs av Imajima och ten Hove 1986. Semivermilia uchidai ingår i släktet Semivermilia och familjen Serpulidae. Inga underarter finns listade i Catalogue of Life.